# A Debreceni VSC 2023–2024-es európaikupa-szereplése
Ez a szócikk a Debreceni VSC 2023–2024-es európaikupa-szerepléséről szól. A csapat az UEFA Európa Konferencia Liga kiírásban, mint a 2022–2023-as magyar bajnokság 3. helyezettjeként szerzett indulási jogot.
A 2. selejtezőkörben az örmény Alaskert csapatával mérkőztek meg. Az első mérkőzésen, idegenben 1–0-s győzelmet aratott a Loki, míg a debreceni visszavágó rendes játékideje 1–2-s vereséggel zárult, és mivel a hosszabbításban nem esett gól, így büntetőpárbajjal dőlt el a továbbjutás. Ezt a DVSC nyerte 3–1-re.
A 3. selejtezőkörben az osztrák Rapid Wien következett. A párharc újfent idegenben, Bécsben kezdődött egy 0–0-s döntetlennel. A hazai visszavágón a zöld-fehérek diadalmaskodtak 5–0-ra, így a DVSC számára véget értek az európai kupaküzdelmek.

## UEFA Európa Konferencia Liga
Győzelem
      Döntetlen
      Vereség
| 2023. július 27. |

| Alaskert FC | 0 – 1 | Debreceni VSC |
| ----------- | ----- | ------------- |
|             |       |               |

| Részletek |

| 2023. augusztus 3. |

| Debreceni VSC | 1 – 2 (bü. 3 – 1) | Alaskert FC |
| ------------- | ----------------- | ----------- |
|               |                   |             |

| Részletek |

| 2023. augusztus 10. |

| SK Rapid Wien | 0 – 0 | Debreceni VSC |
| ------------- | ----- | ------------- |
|               |       |               |

| Részletek |

| 2023. augusztus 17. |

| Debreceni VSC | 0 – 5 | SK Rapid Wien |
| ------------- | ----- | ------------- |
|               |       |               |

| Részletek |

## 2. selejtezőkör
A 2. selejtezőkör sorsolását az Európai Labdarúgó-szövetség (UEFA) nyoni központjában 2023. június 21-én rendezték meg. A 2. selejtezőkörben a Debreceni VSC az 1. selejtezőkör győztesével játszik, mely az örmény Alaskert és a montenegrói Arsenal Tivat párharc továbbjutó csapata, az Alaskert lett. Az első összecsapás 2023. július 27-én Örményországban, míg a visszavágó augusztus 3-án a Nagyerdei stadionban lesz.
Sorsolás utáni nyilatkozat:
A sorsolás előtt nem kívántam különösebben senkit, ám függetlenül az ellenféltől, mindenképp a legjobbunkat kell nyújtanunk, ha versenyképesek akarunk lenni Európában. Tavaly végig ezért küzdöttünk, és most, hogy itt vagyunk, szeretnénk megmutatni, van helyünk a nemzetközi mezőnyben. Jelenleg nem sokat tudunk a lehetséges ellenfelünkről, és komolytalan lenne kommentálni, hogy szerencsénk volt-e vagy sem. Tartózkodni fogunk ettől, és mint mindig, most is a munkára koncentrálunk. Mind a két csapatot tiszteljük, de különösen tiszteljük magunkat, és hiszünk az erőnkben és a munkánkban.

### Első mérkőzés
Az Alaskert FC lesz a DVSC ellenfele a Konferencia Liga 2. selejtezőkörében, miután az örmény csapat az 1. selejtezőkörben a hazai 1–1 után idegenben 6–1-re győzött Montenegróban az Arsenal Tivat ellen. A mérkőzés helyszíne az Abovjan Városi Stadion – mely az örmény főváros Jereván egyik külvárosában, Abovjanban található –, ugyanis a csapat otthona, az Alaskert Stadion nem felel meg az UEFA előírásainak, így nem ott nem lehetett megrendezni a találkozót.
Mérkőzés előtti nyilatkozat:
A visszavágó 6–1-es eredménye sok mindent elárul… Az, hogy ilyen magabiztosan nyertek idegenben és mindkét meccsen abszolút domináltak, függetlenül az első találkozó döntetlenétől, hatalmas tiszteletet érdemel. Az biztos, hogy nagy kihívással és erős ellenféllel nézünk szembe. Különösen tetszett az örmény csapat támadóereje. Ettől függetlenül ég bennünk a vágy, hogy megmutassuk, helyünk van az európai porondon. Ezért harcoltunk az elmúlt szezon során és most szeretnénk ezt élvezni. Haladjunk lépésről lépésre, tiszteljük az ellenfeleinket, de higgyünk önmagunkban. Egyértelműen a támadósor a legerősebb csapatrészük, nem kétséges, hogy egy nagyon kemény és színvonalas csata előtt állunk. Felkészültünk az Alaskert játékából, megnéztük, kielemeztük őket. Meg kell találnunk a módját, hogy maradjunk aktívak a kezdéstől végig, bebizonyítva, hogy itt a helyünk az Európa Konferencia Ligában. Nehéz összehasonlítani a magyar és az örmény bajnokságot, így nem vállalkoznék rá, hogy megmondjam, hol végezne az Alaskert az NB I-ben. Az biztos, egy remekül megszervezett, jó csapat, különösen elől.
A párharc továbbjutója az osztrák Rapid Wien ellenfele lesz a 3. selejtezőkörben. Az első összecsapás idegenben, Bécsben lesz augusztus 10-én, míg a visszavágó egy héttel később, augusztus 17-én Debrecenben.
| 2023. július 27., csütörtök 17:00 (19:00 AMT) (tv: M4 Sport)(99. nemzetközi kupamérkőzés) |

| Alaskert FC               | 0 – 1               | Debreceni VSC     |
| ------------------------- | ------------------- | ----------------- |
| Mužek 65' Voskanjan 90+4' | (0 – 0) Jegyzőkönyv | 50' (0–1) Loncsar |

| Abovjan Városi Stadion, Abovjan Nézőszám: 2.870 Játékvezető: Fotiasz Vasszilisz (görög) |

| Alaskert | Debrecen |

Használt rövidítések (magyar rövidítés – angol rövidítés – poszt):
| - KA – GK – kapus - V – DF – hátvéd - S – SW – söprögető - JV – RB – jobb oldali védő - KV – CB – középső védő - BV – LB – bal oldali védő - JSZV – RWB – jobb szélső védő - BSZV – LWB – bal szélső védő | - KP – MF – középpályás - VKP – DM – védekező középpályás - BKP – LM – bal oldali középpályás - KKP – CM – középső középpályás - JKP – RM – jobb oldali középpályás | - JSZ – RW – jobb szélső - BSZ – LW – bal szélső - TKP – AM – támadó középpályás | - CS – ST, FW – csatár - JCS – RF – jobb oldali csatár - KCS – CF – középső csatár - BCS – LF – bal oldali csatár |

| ALASKERT FC:   |    |                      |       |       |
|                |    |                      |       |       |
| K              | 22 | Ognjen Csancsarevics |       |       |
| JV             | 33 | Vitalij Usztinov     |       |       |
| V              | 27 | Daniel Carrillo      |       |       |
| V              | 3  | Taron Voskanjan      | 90+4' |       |
| BV             | 77 | Mateo Mužek          | 65'   |       |
| JKP            | 21 | Robinson Flores      |       |       |
| KP             | 5  | Wbeymar Angulo       |       |       |
| KP             | 10 | David Hurcidze       |       | 90+2' |
| KP             | 98 | Mimito Biai          |       | 77'   |
| BKP            | 99 | Yeison Racines       |       | 77'   |
| KCS            | 95 | Agdon Menezes        |       | 60'   |
| Cserék:        |    |                      |       |       |
| K              | 71 | Anatoli Ajvazov      |       |       |
| V              | 2  | Szerob Grigorjan     |       |       |
| V              | 4  | Annan Mensah         |       |       |
| KP             | 7  | Karen Nalbandjan     | 90+2' |       |
| CS             | 9  | Levan Kutalia        | 60'   |       |
| KP             | 17 | Artak Jedigarjan     |       |       |
| KP             | 20 | Juri Gareginjan      | 77'   |       |
| V              | 55 | Tiago Cametá         |       |       |
| KP             | 88 | Aram Kocsarjan       |       |       |
| KP             | 94 | Sodiq Fatai          | 77'   |       |
| Vezetőedző:    |    |                      |       |       |
| Vahe Gevorgyan |    |                      |       |       |

| DEBRECENI VSC:       |    |                        |     |     |
|                      |    |                        |     |     |
| K                    | 16 | Megyeri Balázs         |     |     |
| JV                   | 29 | Kusnyír Erik           |     |     |
| V                    | 14 | Meldin Dreskovics      |     |     |
| V                    | 94 | Dusan Lagator          |     |     |
| BV                   | 11 | Ferenczi János         |     | 41' |
| JKP                  | 20 | Sztefan Loncsar        | 50' |     |
| KP                   | 10 | Dzsudzsák Balázs       |     | 87' |
| BKP                  | 15 | Christian Manrique     |     |     |
| JCS                  | 88 | Szécsi Márk            |     | 69' |
| KCS                  | 23 | Dorian Babunszki       |     | 87' |
| BCS                  | 89 | Aléxandrosz Kizirídisz |     | 69' |
| Cserék:              |    |                        |     |     |
| K                    | 1  | Marko Milosevics       |     |     |
| K                    | 87 | Engedi Márk            |     |     |
| CS                   | 17 | Bárány Donát           | 87' |     |
| KP                   | 18 | Hamzat Ojediran        |     |     |
| V                    | 21 | Olekszandr Romancsuk   | 41' |     |
| V                    | 25 | Baranyai Nimród        |     |     |
| KP                   | 27 | Bódi Ádám              | 87' |     |
| KP                   | 31 | Bévárdi Zsombor        |     |     |
| KP                   | 33 | Varga József           |     |     |
| CS                   | 67 | João Oliveira          | 69' |     |
| KP                   | 77 | Vajda Botond           |     |     |
| KP                   | 99 | Brandon Dominguès      | 69' |     |
| Vezetőedző:          |    |                        |     |     |
| Szrdzsan Blagojevics |    |                        |     |     |

Asszisztensek:

 Konsztantinosz Pszarrisz (görög) (partvonal)

 Andreasz Meintanasz (görög) (partvonal)

Negyedik játékvezető:

 Joannisz Papadopoulosz (görög)

#### Összefoglaló
Antonio Mance és az új igazolás, a szlovák Alexander Mojžiš kisebb sérülés miatt nem tarthatott a csapattal. A vendéglátó örmény csapatban mindössze egyetlen egy hazai futballista lett nevezve, a csapatkapitány Taron Voskanjan. A dél- és közép-amerikai, valamint afrikai és európai légiósokra építő házigazda együttes Jereván elővárosában, Abovjanban található stadionjában rendezte meg a Konferencia Liga-mérkőzést a magyar bajnokság bronzérmese, a DVSC ellen, a koraesti időpont ellenére 31 fokos hőségben, 2.870 néző előtt. A debreceni alakulatnak ez volt a 99. nemzetközi kupamérkőzése.
A találkozó első negyedórája élvezetes, sok mozgásos játékot hozott. A Debreceni Vasutas egyértelműen fölényben játszott, helyzetei alapján akár három gólos előnybe is kerülhetett volna. Ezt követően az örmények vették át a játék irányítását, sokat pattogott a labda a debreceni térfélen. A hazaiak nagyon keményen, néhol durván játszottak, Ferenczi Jánost a 39. percben le is kellett cserélni egy örmény szerelést követően. Az 50. percben megszerezte a vezetést a Loki, bal oldali bedobásból Dorian Babunszki bal szélen elfutva az alapvonalig beívelt a túloldalon egyedül maradó Sztefan Loncsarhoz, aki mellel igazított egyet az érkező labdán, majd mintegy 14 méterről kilőtte a jobb alsó sarkot; (0–1). A meccs utolsó szakaszában sokat támadott a hazai együttes, nagy energiákat mozgósítva az egyenlítésért, azonban a debreceni védelem biztosan hárította a nem túl veszélyes próbálkozásokat, ha pedig el is jutottak a magyarok kapujáig, Megyeri bravúros védésekkel hárította a lövéseket.
Mérkőzés utáni nyilatkozat:
Pontosan olyan nehéz mérkőzés volt, amire számítottunk, ráadásul ez volt az első tétmeccsünk az idényben. Nagyon meleg volt, ennek ellenére bizonyos időszakokban jól játszott a csapat, igaz, egy ideig nem sikerült gólt szereznünk. 60 percig kontrolláltuk a mérkőzést, sikerült is betalálni. A találkozó utolsó szakaszában védekezésre kényszerültünk, ezzel együtt elégedett vagyok a csapat játékával. Ez még csak az első mérkőzése volt a párharcnak, tudjuk, hogy nehéz visszavágó vár ránk Debrecenben.

#### Statisztika
Forrás:
| Statisztika                  | Statisztika                | Alaskert | Debrecen |
| ---------------------------- | -------------------------- | -------- | -------- |
| Labdabirtoklás               | Labdabirtoklás             | 52%      | 48%      |
| Összes támadás               | Összes támadás             | 117      | 90       |
| Ebből veszélyes támadás      | Ebből veszélyes támadás    | 61 (52%) | 50 (55%) |
| Lövés                        |                            |          |          |
| Lövések száma összesen       | 12                         | 11       |          |
| Ebből kaput nem talált lövés | 9 (75%)                    | 3 (27%)  |          |
| Ebből kaput eltalált lövés   | 3 (25%)                    | 8 (73%)  |          |
| Kaput eltalált lövésből gól  | 0 (0%)                     | 1 (13%)  |          |
| Kapus védés                  | Kapus védés                | 7        | 3        |
| Szöglet                      | Szöglet                    | 5        | 4        |
| Les                          | Les                        | 3        | 1        |
| Elkövetett szabálytalanság   | Elkövetett szabálytalanság | 9        | 11       |
| Szabadrúgás                  | Szabadrúgás                | 15       | 16       |
| Sárga lap                    | Sárga lap                  | 2        | 0        |
| Piros lap                    | Piros lap                  | 0        | 0        |

### Visszavágó
A debreceniek tétmérkőzésen legutóbb az előző bajnoki szezon 27. fordulójában, április 14-én hagyták el vesztesen a pályát, akkor a Puskás Akadémia ellen szenvedtek 1–0-ás vereséget. Azóta az előző bajnokság végén, illetve ebben az évadban hatszor nyertek a piros-fehérek és kétszer játszottak döntetlent. A kupapárharc első, örményországi találkozóján Sztefan Loncsar góljával verték meg 1–0-ra az Alaskertet, majd a hétfői bajnoki nyitányon meggyőző játékkal diadalmaskodtak 3–1-re a Mezőkövesd ellen.
Az Alaskert FC szintén a hétvégén kezdte meg idei bajnoki szezonját, és az első fordulóban, hazai pályán 2–0-s vereséget szenvedett a Pjunyik Jereván csapatától.
Mérkőzés előtti nyilatkozatok:
Nagyon várjuk a visszavágót, hiszen azért küzdöttünk a bajnokságban, hogy itt szerepelhessünk. Szeretnénk élvezni a kupaszereplést és persze kihasználni az előttünk álló lehetőséget. Hasonló meccsre számítok, mint amilyet Örményországban játszottunk, s tisztában vagyunk vele, hogy még semmi sem dőlt el. Nagyon jó csapat ellen játszunk, amelynek képzett játékosai vannak. Tiszteljük az ellenfelet, de önmagunkban hiszünk. Sokan kérdeznek a következő fordulóról, a lehetséges ellenfélről, ám mi egyáltalán nem foglalkozunk a Rapid elleni esetleges párharccal, csak a csütörtöki mérkőzésre fókuszálunk.
Nehéz csata előtt állunk, ellenfelünk extra motivációval léphet pályára. Tudjuk, hogy az Alaskert veszélyes idegenben, ezt az előző fordulóban is bizonyította. Elemeztük az első mérkőzést, látjuk, miben hibáztunk, s szeretnénk jobban futballozni, mint Örményországban.
| 2023. augusztus 3., csütörtök 21:00 (tv: Duna World)(100. nemzetközi kupamérkőzés) |

| Debreceni VSC                                | 1 – 2               | Alaskert FC |
| -------------------------------------------- | ------------------- | --- |
| Dzsudzsák 77' (1–2) Romancsuk 64' Bárány 84' | (0 – 1) Jegyzőkönyv | 18' (0–1) Usztinov 67' (0–2) Mimito 24' Racines 49' Carrillo 88′ Kutalia 88' Fatai 89' Flores 111' Gareginyan 120+3' Kirakosjan (kapusedző) 120+4' Voskanyan |
| Büntetőpárbaj                                |                     | |
| Bódi Mance Bárány                            | 3 – 1               | Jedigarjan Mimito Mužek Fatai |

| Nagyerdei stadion, Debrecen Nézőszám: 10.708 Játékvezető: Robert Schröder (német) |

| Debrecen | Alaskert |

Továbbjutott a 3. selejtezőkörbe Debreceni VSC büntetőkkel.
Használt rövidítések (magyar rövidítés – angol rövidítés – poszt):
| - KA – GK – kapus - V – DF – hátvéd - S – SW – söprögető - JV – RB – jobb oldali védő - KV – CB – középső védő - BV – LB – bal oldali védő - JSZV – RWB – jobb szélső védő - BSZV – LWB – bal szélső védő | - KP – MF – középpályás - VKP – DM – védekező középpályás - BKP – LM – bal oldali középpályás - KKP – CM – középső középpályás - JKP – RM – jobb oldali középpályás | - JSZ – RW – jobb szélső - BSZ – LW – bal szélső - TKP – AM – támadó középpályás | - CS – ST, FW – csatár - JCS – RF – jobb oldali csatár - KCS – CF – középső csatár - BCS – LF – bal oldali csatár |

| DEBRECENI VSC:       |    |                        |      |      |
|                      |    |                        |      |      |
| K                    | 16 | Megyeri Balázs         |      |      |
| JV                   | 29 | Kusnyír Erik           |      |      |
| V                    | 14 | Meldin Dreskovics      |      |      |
| V                    | 21 | Olekszandr Romancsuk   | 64'  |      |
| BV                   | 15 | Christian Manrique     |      | 117' |
| JKP                  | 20 | Sztefan Loncsar        |      | 99'  |
| BKP                  | 94 | Dusan Lagator          |      |      |
| TKP                  | 88 | Szécsi Márk            |      | 73'  |
| TKP                  | 10 | Dzsudzsák Balázs       | 77'  |      |
| TKP                  | 89 | Aléxandrosz Kizirídisz |      | 65'  |
| KCS                  | 23 | Dorian Babunszki       |      | 73'  |
| Cserék:              |    |                        |      |      |
| K                    | 1  | Marko Milosevics       |      |      |
| KP                   | 6  | Georgiosz Neofitídisz  |      |      |
| CS                   | 17 | Bárány Donát           | 73'  | 84'  |
| KP                   | 18 | Hamzat Ojediran        |      |      |
| V                    | 25 | Baranyai Nimród        |      |      |
| KP                   | 27 | Bódi Ádám              | 65'  |      |
| KP                   | 31 | Bévárdi Zsombor        |      |      |
| KP                   | 33 | Varga József           |      |      |
| CS                   | 45 | Antonio Mance          | 99'  |      |
| CS                   | 67 | João Oliveira          | 117' |      |
| KP                   | 77 | Vajda Botond           |      |      |
| KP                   | 99 | Brandon Dominguès      | 73'  |      |
| Vezetőedző:          |    |                        |      |      |
| Szrdzsan Blagojevics |    |                        |      |      |

| ALASKERT FC:   |    |                      |        |      |
|                |    |                      |        |      |
| K              | 22 | Ognjen Csancsarevics |        |      |
| JV             | 33 | Vitalij Usztinov     | 18'    |      |
| V              | 27 | Daniel Carrillo      | 49'    | 109' |
| V              | 3  | Taron Voskanjan      | 120+4' |      |
| BV             | 77 | Mateo Mužek          |        |      |
| JKP            | 21 | Robinson Flores      | 89'    | 90'  |
| KP             | 5  | Wbeymar Angulo       |        | 82'  |
| KP             | 10 | David Hurcidze       |        | 106' |
| KP             | 98 | Mimito Biai          | 67'    |      |
| BKP            | 99 | Yeison Racines       | 24'    | 61'  |
| KCS            | 95 | Agdon Menezes        |        | 61'  |
| Cserék:        |    |                      |        |      |
| K              | 71 | Anatoli Ajvazov      |        |      |
| V              | 2  | Szerob Grigorjan     | 106'   |      |
| V              | 4  | Annan Mensah         | 90'    |      |
| KP             | 7  | Karen Nalbandjan     |        |      |
| CS             | 9  | Levan Kutalia        | 61'    | 87′  |
| KP             | 17 | Artak Jedigarjan     | 109'   |      |
| KP             | 20 | Juri Gareginjan      | 82'    | 111' |
| V              | 55 | Tiago Cametá         |        |      |
| KP             | 88 | Aram Kocsarjan       |        |      |
| KP             | 94 | Sodiq Fatai          | 61'    | 88'  |
| Vezetőedző:    |    |                      |        |      |
| Vahe Gevorgyan |    |                      |        |      |

Asszisztensek:

 Christian Gittelmann (német) (partvonal)

 Robert Wessel (német) (partvonal)

Negyedik játékvezető:

 Martin Petersen (német)

#### Összefoglaló
A vendégek már az 1. percben veszélyeztették a debreceniek kapuját, Mimito egy gyenge lövését azonban Megyeri még tudta hárítani. A 3. percben Dzsudzsák válaszolt, azonban nem lett gól belőle. Az 5. percben Kiziridisz már sokkal közelebb járt a gólhoz, 25 méterről tekert kapura, gól azonban az ő próbálkozását sem követte. A 10. percben Dzsudzsák a kezdőkörből nagyszerű passzal indította a bal szélen Kiziridiszt, aki meg is iramodott a labdával, visszasarkalta a mögötte érkező Manriquehez, aki 6 méterről a kapufát találta el, a vendégek kapusa mozdulni sem tudott a lövésre. A 18. percben még tudta hárítani Megyeri kapus Hurcidze közeli lövését, azonban a szögletrúgást követően Vitalij Usztinov 5 méterről fejelt a Loki kapusának lába mellett a hálóba, ezzel az örmények kiegyenlítették a párharc állását; (0–1). A 24. percben ismét Kiziridisz próbálkozott, egy befordulás után közelről tüzelt, ám az örmény kapus, Csancsarevics a helyén volt és hárított. A 29. percben Romancsuk fejelt szögletből, kapu fölé. A 31. percben a vendégek ellentámadásából, mely egy éles beadással végződött, Dreskovics menteni tudott. A 38. percben Szécsi Márk veszélyeztetett, lövése azonban elkerülte a kaput. A második félidő első említésre méltó esete az 55. percben adódott, Loncsar bombázott az Alaskert kapuja fölé. Az 57. percben Kiziridisz tört be a tizenhatos széléről, ám lövése szögletre pattant egy bevetődő védőjátékosról. A sarokrúgásból az ellenfél veszélyeztetett, egy kontra végén Megyeri hatalmasat védett. A 61. percben egy szögletet követő fejest kézzel ütött el Wbeymar, a vendégek játékosa, ám a német játékvezető sípja néma maradt. A 66. percben Dzsudzsák beadását Dorian Babunszki tisztán fejelhette, de a kaput ő sem találta el. A 67. percben a Loki a saját térfelén passzolgatott, míg el nem adták a labdát, Kutalia a vendégek brazil támadója Mimito elé tálalt, aki 7 méterről, kapásból ellőtte az elvetődő Megyeri mellett, ezzel kettőre növelve a vendégek előnyét, az összesítésben pedig örmény továbbjutásra állítva a párharcot; (0–2). A 75. percben ismét a vendégek veszélyeztettek, azonban Kutalia lövését a Loki kapusa hárította. A 77. percben szépítettek a hazaiak: a 4 perccel korábban csereként beálló Dominguès egy elfutás és egy csel után a DVSC csapatkapitánya, Dzsudzsák Balázs elé tálalt, aki higgadtan lőtt a kapuba, ezzel kiegyenlítve a párharc állását; (1–2). A 80. percben Bódi beadásából Dreskovics fejelt kapu fölé. A 82. percben Bárány ziccerben fejelte le Loncsarnak a labdát, ám a középpályás nem találta jól el a játékszert. Egy perccel később hatalmas helyzetet hagyott ki Bárány: Dzsudzsák nagyszerű indításával ugrott ki, azonban nem tudta elhúzni az örmény kapus mellett a labdát. A 88. percben megfogyatkoztak a vendégek: a csereként beállt Kutalia megmozdulása azonnali piros lapot ért a német játékvezetőnél. A rendes játékidőben már nem esett több gól, így kétszer 15 perc hosszabbítás következett. A Loki egymás után vezette a támadásait, előbb a 98. percben Dzsudzsák lőtt, kaput azonban nem talált. A 102. percben Mance elé perdült az ötösön a labda egy kavarodást követően, ám a játékvezető lest ítélt. A 106. percben egy beadást Bódi fejelt kapu elé, Bárány a kapufára csúsztatott, majd Mance 3 méterről próbált gólt lőni, de nem ment be a labda. A második negyedóra Bárány ziccerével indult, a kapus azonban vetődve hárított. A 111. percben Dominguès kiugratásából Mance került helyzetbe, az örmény kapus ismét védett. A 119. percben Bárány harcolt ki helyzetet, beadását a friss csere Oliveira a lelátóra bombázta. Gól már nem esett, jöhettek a büntetők. Az örmények első büntetőjét Jedigarjan rúgta kapura, azonban Megyeri kivédte. Bódi Ádám nem hibázott, ezzel előnybe került a DVSC. A vendégek második büntetőrúgója, a második örmény gól szerzője, a brazil Mimito a kaput sem találta el. Antonio Mance a második debreceni tizenegyest a kapuba bombázta. Az Alaskert Mužek révén a harmadikat belőtte, bár Megyeri azt is majdnem hárította. Bárány Donát azonban nem hibázott, így már 3–1 volt a magyar csapat előnye. A negyedik vendég büntetőt, melyet Fatai próbált meg értékesíteni Megyeri megint megfogta, ezzel drámai végjátékban továbbjutott a Loki.
Mérkőzés utáni nyilatkozatok:
Drámai mérkőzés volt. Lehet, hogy a nézők helyenként élvezték az izgalmakat, de én edzőként azt szeretem, ha mi kontrolláljuk a meccset, de ez most nem mindig történt meg. Tudtam, hogy nehéz lesz, ez meg is mutatkozott a pályán. Voltak taktikai és technikai hibáink, a második labdákat is sokszor elveszítettük, a mérkőzés egyes szakaszaiban ők voltak a jobbak. Ettől függetlenül szeretném megdicsérni a játékosaimat, mert sok energiát mozgósítottak a siker érdekében. Dzsudzsák Balázs gólja életben tartott minket, a piros lap pedig változást hozott. Boldogok vagyunk, de megmutatkozott, miben kell még fejlődnünk.
Gratulálok a Debrecennek a továbbjutáshoz! Nagyon jó mérkőzés volt, de a játékvezető bizonyos döntéseivel, így például a kiállítással nem értek egyet. Taktikai szempontból a jereváni és a debreceni mérkőzés is érdekes volt. Nagy nyomást akartunk helyezni az ellenfélre, ez sikerült is, de a piros lap változást hozott. A 11-esek sokszor a szerencsén múlnak.
Nehéz értékelni ezt a mérkőzést. Nagyon felemás volt, hullámzó volt a játékunk. Ettől függetlenül megvoltak a lehetőségeink, viszont határozatlanok voltunk a kapu előtt. A kapus vagy a kapufa hárított, néha meg a gólvonalon rúgtuk egymást telibe. De nagyon boldog vagyok, hatalmasat küzdött a csapat. Amikor a pénzfeldobásnál eldőlt, hogy a saját táborunk felé rúgjuk a tizenegyeseket, már éreztem, hogy a sors velünk van. Minden dicséret megilleti a vendégcsapatot, de magunknak tettük ezt nehézzé. A 77. perctől teljesen feladták a támadójátékot, a futballt, de a szurkolók segítségével hatalmas tömegek mozdultak meg, így nagyon komoly adrenalinnal játszottunk, nagyon hálás vagyok.
Lehetett volna ez könnyebb is, sajnos így alakult. A végén azért örülhettünk a továbbjutásnak, ez a lényeg. A végén a saját dolgunkat nehezítettük meg. Felépítettünk egy taktikát: az volt a legészszerűbb, hogy minél tovább kivárjak és reagáljak. Tanulni kell a hibákból, nyilván a szezon elején vagyunk. Van egy kis pihenőidőnk, a hétvégén nincs bajnokink, csütörtökön meg megyünk Bécsbe!

#### Statisztika
Forrás:
| Statisztika                  | Statisztika                | Debrecen | Alaskert |
| ---------------------------- | -------------------------- | -------- | -------- |
| Labdabirtoklás               | Labdabirtoklás             | 62%      | 38%      |
| Összes támadás               | Összes támadás             | 151      | 114      |
| Ebből veszélyes támadás      | Ebből veszélyes támadás    | 78 (52%) | 43 (38%) |
| Lövés                        |                            |          |          |
| Lövések száma összesen       | 17                         | 10       |          |
| Ebből kaput nem talált lövés | 11 (65%)                   | 5 (50%)  |          |
| Ebből kaput eltalált lövés   | 6 (35%)                    | 5 (50%)  |          |
| Kaput eltalált lövésből gól  | 1 (17%)                    | 2 (40%)  |          |
| Kapus védés                  | Kapus védés                | 3        | 5        |
| Szöglet                      | Szöglet                    | 5        | 5        |
| Les                          | Les                        | 2        | 3        |
| Elkövetett szabálytalanság   | Elkövetett szabálytalanság | 17       | 11       |
| Szabadrúgás                  | Szabadrúgás                | 15       | 19       |
| Sárga lap                    | Sárga lap                  | 2        | 6        |
| Piros lap                    | Piros lap                  | 0        | 1        |

## 3. selejtezőkör

### Első mérkőzés
A magyar bajnoki bronzérmes Debreceni VSC tizenegyespárbajban harcolta ki a továbbjutást az örmény Alaskert ellen az Ekl-selejtező második fordulós párharcának visszavágóján. A Loki a harmadik fordulóban az 1898-ban alapított osztrák Rapid Wiennel mérkőzik meg a csoportkörös rájátszásba kerülésért. A jelenleg zöld-fehér színeket használó együttes eredeti színei a vörös és kék voltak, amelyet napjainkban is gyakran használnak idegenbeli mérkőzéseken. A két világháború ideje alatt a Rapid lett Ausztria domináns csapata, egy olyan korszakban amikor az ország labdarúgása meghatározó volt a kontinensen. 1919-től 1921-ig sorozatban három bajnoki címet ünnepelhettek. A klub 32-szeres osztrák bajnok, legutóbbi elsőségét 2008-ban ünnepelhette. A nemzetközi kupa részvételük is figyelemre méltó: a mai BL elődjének számító Bajnokcsapatok Európa-kupájában egyszer elődöntősök voltak (1960–61, a Benfica ejtette ki őket a döntőbe kerülésért vívott harcban), háromszor pedig negyeddöntősök (1955–56, 1968–69, 1983–84). A Kupagyőztesek Európa-kupájában ezüstérmesek voltak kétszer is (1984–85-ben az Everton, míg 1995–96-ban a Paris Saint-Germain ellen maradtak alul), valamint kétszer negyeddöntősök (1966–67 és 1995–96). Kétszeres Intertotó-kupa győztesek (1992 és 1993), valamint szintén kétszer hódították el a Közép-európai kupát (1930 és 1951). Az előző szezonban a bajnokság negyedik helyén végeztek a bécsiek. Az osztrák kupát 14 alkalommal emelhették a magasba, legutóbbi sikerük 1995-ben volt. Érdekesség, hogy szintén 14 alkalommal ezüstérmesek lettek az osztrák kupában, mely számmal ők a legtöbbször osztrák kupadöntőben alulmaradó csapat cím tulajdonosai. A jelenlegi keretben két osztrák válogatott játékost tudnak felmutatni.
A csapatot Zoran Barisic irányítja, aki játékosként a Rapiddal 1995–96-ban osztrák bajnok lett. Az osztrák-horvát vezetőedző legtöbbször a 4-2-3-1-es felállást alkalmazza, aki 2022. októberében vette át a csapat irányítását először ideiglenesen, azóta már 2025-ig kötöttek végleges szerződést vele.
A mérkőzésen az 1990-ben született ír Rob Hennessy játékvezető fújta a sípot, akinek a találkozó előtt mindössze egyetlen nemzetközi mérkőzése volt, a Konferencia Liga 2. selejtezőkörében a H. Beer Sheva–FK Panevezys összecsapás, melyen 2 sárga lapot osztott ki.
Az UEFA 2023. augusztus 7-én sorsolta ki az Európai Konferencia Liga csoportkörének rájátszás párosításait. A DVSC–Rapid Wien párharc győztesére az olasz Fiorentina csapatán keresztül vezet az út a csoportkörbe. A játéknapok 2023. augusztus 24-én és 31-én lesznek. Az első mérkőzés Debrecenben vagy Bécsben, míg a visszavágó Firenzében lesz. A Fiorentina a tavalyi olasz labdarúgó-bajnokság 8. helyezettjeként vívta ki a jogot az EKL rájátszására.
Egyedül Ferenczi Jánost kell nélkülöznie a Debrecennek, mindenki más hadra fogható. A Rapid Wien játékosainak összértéke a Transfermarkt szakportál adatai alapján 23,73 millió EUR, míg a magyer ellenfelének ugyanez az érték 8,88 millió EUR. Az osztrákok legértékesebb játékosa az osztrák bal szélső Marco Grüll 3,5 millió euróval.
Mérkőzés előtti nyilatkozatok:
Örülök, hogy itt lehetünk ebben a nagyszerű stadionban, ezen a kiváló gyepszőnyegen, és hogy sok néző előtt léphetünk pályára. Szeretnénk élvezni a párharc minden percét, és ha már idáig eljutottunk, kihasználnánk a lehetőséget. A párharc esélyese a Rapid, papíron neki van nagyobb sansza, de mindent megteszünk, hogy mi jussunk tovább. Megnéztük az előző két meccsét, ismerjük az erősségeit: a csapat egységesnek tűnik, és mint a német, valamint osztrák csapatokra oly jellemző, az átmenetekben erős. Rendkívül intenzíven, első szándékból futballozik, jó a labdaszerzést követő támadásvezetésben és veszélyesek a szélsői. Ennek tükrében kemény ütközet vár ránk, de hiszünk magunkban, megvan a tervünk, hogyan akarunk játszani. Meglep, hogy Zoran Barisic vezetőedző szerint az osztrák bajnokságban az élmezőny tagjai lennénk, de büszke is vagyok, hogy jó benyomást tettünk rá – lehet, csak el akar altatni minket, mindenesetre jó ezt hallani. Az osztrák bajnokság kicsit erősebb a magyarnál, ám mivel két erős osztrák csapattal játszottunk a nyáron, tudjuk, mire számíthatunk, ezek a tapasztalatok segítették a felkészülésünket. Az Alaskert elleni párharc legfőbb tanulsága, hogy kemény ütközet volt, sok nehézséggel, de azt megjegyeztük, hogy ezen a színtéren nem engedhetünk meg magunknak olyan hibákat, amelyeket elkövettünk, mert a Rapid erősebb csapat, és kíméletlenül megbüntet. Összeszedettnek, hatékonynak kell lennünk labdaszerzés után, határozottan kell fellépnünk, hogy jó eredményt érjünk el. Felkészülten várjuk az összecsapást.
Nyáron Ausztriában edzőtáboroztunk és a LASK-kal, valamint a Wolfsbergerrel is megmérkőztünk, ezeknek a meccseknek a tapasztalatai alapján biztosan kemény összecsapás vár ránk. Izgatott vagyok a találkozó előtt, hallottam, hogy sokan elkísérnek minket, amitől a hideg kiráz, motivál mindenkit. A meccs napján futball-láz lesz, már csak a környezet miatt is, úgyhogy remélem, álljuk a sarat. Elindultunk egy úton, s remélhetőleg bizonyítjuk, hogy meg tudunk felelni saját elvárásainknak. A párharc rávilágíthat, milyen szinten vagyunk képesek helytállni, bátrak vagyunk-e, valamint mennyire egységes a társaság. A jó eredmény eléréséhez olajozott csapjátékra lesz szükségünk védekezésben és támadásban egyaránt. Nem lesz egyszerű a feladatunk elöl, mivel agresszív a Rapid védekezése, majdhogynem all-in-re játszik, a labdavesztést követő azonnali labdaszerzésre és minél gyorsabb támadásbefejezésre hajt, nem lesz sok időnk dajkálni a labdát. Ezzel együtt magabiztosan, nyugodtan várom a meccset, mert tudjuk, mit és hogyan kell játszanunk. Biztosan lesznek a lehetőségeink, úgyhogy a kérdés az, hatékonyak leszünk-e, dolgozik-e bennünk a gyilkos ösztön.
| 2023. augusztus 10., csütörtök 21:00 (tv: Duna World)(101. nemzetközi kupamérkőzés) |

| SK Rapid Wien                                         | 0 – 0       | Debreceni VSC  |
| ----------------------------------------------------- | ----------- | -------------- |
| Querfeld 17' Seidl 44' Cvetković 75' Kerschbaum 90+1' | Jegyzőkönyv | 45+5' Oliveira |

| Allianz Stadion, Bécs Nézőszám: 17.200 Játékvezető: Rob Hennessy (ír) |

| Rapid Wien | Debrecen |

Használt rövidítések (magyar rövidítés – angol rövidítés – poszt):
| - KA – GK – kapus - V – DF – hátvéd - S – SW – söprögető - JV – RB – jobb oldali védő - KV – CB – középső védő - BV – LB – bal oldali védő - JSZV – RWB – jobb szélső védő - BSZV – LWB – bal szélső védő | - KP – MF – középpályás - VKP – DM – védekező középpályás - BKP – LM – bal oldali középpályás - KKP – CM – középső középpályás - JKP – RM – jobb oldali középpályás | - JSZ – RW – jobb szélső - BSZ – LW – bal szélső - TKP – AM – támadó középpályás | - CS – ST, FW – csatár - JCS – RF – jobb oldali csatár - KCS – CF – középső csatár - BCS – LF – bal oldali csatár |

| SK RAPID WIEN: |    |                     |       |     |
|                |    |                     |       |     |
| K              | 45 | Niklas Hedl         |       |     |
| JV             | 13 | Thorsten Schick     |       |     |
| V              | 43 | Leopold Querfeld    | 17'   |     |
| V              | 55 | Nenad Cvetković     | 75'   |     |
| BV             | 23 | Jonas Auer          |       |     |
| JKP            | 10 | Nicolas Kühn        |       | 81' |
| KP             | 34 | Nikolas Sattlberger |       | 69' |
| KP             | 5  | Roman Kerschbaum    | 90+1' |     |
| BKP            | 27 | Marco Grüll         |       | 89' |
| JCS            | 18 | Matthias Seidl      | 44'   | 81' |
| BCS            | 9  | Guido Burgstaller   |       |     |
| Cserék:        |    |                     |       |     |
| K              | 21 | Bernhard Unger      |       |     |
| K              | 25 | Paul Gartler        |       |     |
| KP             | 4  | Patrick Greil       | 69'   |     |
| CS             | 7  | Oliver Strunz       | 81'   |     |
| CS             | 17 | Fally Mayulu        | 81'   |     |
| V              | 19 | Michael Sollbauer   |       |     |
| V              | 20 | Maximilian Hofmann  |       |     |
| V              | 22 | Martin Koscelník    |       |     |
| V              | 26 | Martin Moormann     |       |     |
| KP             | 28 | Moritz Oswald       |       |     |
| KP             | 29 | Ante Bajic          | 89'   |     |
| KP             | 30 | Nicolas Bajlicz     |       |     |
| Vezetőedző:    |    |                     |       |     |
| Zoran Barisic  |    |                     |       |     |

| DEBRECENI VSC:       |    |                        |       |       |
|                      |    |                        |       |       |
| K                    | 16 | Megyeri Balázs         |       |       |
| JV                   | 29 | Kusnyír Erik           |       |       |
| V                    | 14 | Meldin Dreskovics      |       |       |
| V                    | 21 | Olekszandr Romancsuk   |       |       |
| BV                   | 15 | Christian Manrique     |       |       |
| JKP                  | 94 | Dusan Lagator          |       |       |
| BKP                  | 20 | Sztefan Loncsar        |       | 90+2' |
| JTKP                 | 88 | Szécsi Márk            |       | 61'   |
| TKP                  | 10 | Dzsudzsák Balázs       |       | 90+1' |
| BTKP                 | 67 | João Oliveira          | 45+5' | 71'   |
| CS                   | 23 | Dorian Babunszki       |       | 70'   |
| Cserék:              |    |                        |       |       |
| K                    | 1  | Marko Milosevics       |       |       |
| V                    | 2  | Alexander Mojžiš       | 90+2' |       |
| CS                   | 17 | Bárány Donát           | 70'   |       |
| KP                   | 18 | Hamzat Ojediran        |       |       |
| V                    | 25 | Baranyai Nimród        |       |       |
| KP                   | 27 | Bódi Ádám              |       |       |
| KP                   | 31 | Bévárdi Zsombor        |       |       |
| KP                   | 33 | Varga József           | 90+1' |       |
| CS                   | 33 | Antonio Mance          |       |       |
| KP                   | 77 | Vajda Botond           |       |       |
| BCS                  | 89 | Aléxandrosz Kizirídisz | 71'   |       |
| KP                   | 99 | Brandon Dominguès      | 61'   |       |
| Vezetőedző:          |    |                        |       |       |
| Szrdzsan Blagojevics |    |                        |       |       |

Asszisztensek:

 Dermot Broughton (ír) (partvonal)

 Emmett Dynan (ír) (partvonal)

Negyedik játékvezető:

 Damien MacGraith (ír)

#### Összefoglaló
Az első negyedórában többnyire a mezőnyben pattogott a labda. A 11. percben akadt védeni valója először Megyeri Balázsnak, amikor is a hazaiak balhátvédje, Auer tolta meg jól a labdát a bal szélen, beadásából Seidl lőtt a védőjét megelőzve, a debreceniek kapusa azonban hárított. A 16. percben a vendégeknek is volt egy remek támadása, a Loki svájci idegenlégiósa, João Oliveira egy labdakihozatal végén vihette volna kapura a labdát, ám a tizenhatos vonala előtt szabálytalankodtak vele szemben, szabadrúgás következett, melyet a vendégek csapatkapitánya, Dzsudzsák Balázs 18 méterről a hosszú sarokra tekerte el a labdát a sorfal mellett, próbálkozása a kapufán csattant. A 31. percben Grull tekert kapu mellé szabadrúgásból. A 38. percben szögletet végezhettek el a bécsiek, csapatkapitányuk, Guido Burgstaller elé került a labda, aki kézzel hozzáérve szerzett gólt, az ír játékvezető, Rob Hennessy közel állt az esethez és azonnal fújt, maradt a 0–0. A 42. percben ismét a Rapid csatára, Burgstaller bombázott, Megyeri vetődve védett.
A második félidőt harciasan kezdte a DVSC, több szép összjátékból kialakított helyzetet alakítottak ki. Az első tizenöt perc után a hazaiak is rákapcsoltak, azonban a piros-fehérek állták a sarat a letámadó zöld-fehérekkel szemben. Bárány Donát beállása után ismét megélénkült a hajdúságiak támadójátéka, a 80. percben a szintén csereként beállt görög idegenlégióshoz, Kizirídiszhez tálalt, aki szép lefordulás után a kapufát találta el. A 88. percben Burgstaller lőtt szélről, Megyeri könnyedén hárított. Végül a gól nem jött össze, de a Loki így is emelt fővel távozhatott, egy reményekkel teli visszavágóra készülve.

#### Statisztika
Forrás:
| Statisztika                  | Statisztika                | Rapid    | Debrecen |
| ---------------------------- | -------------------------- | -------- | -------- |
| Labdabirtoklás               | Labdabirtoklás             | 48%      | 52%      |
| Összes támadás               | Összes támadás             | 113      | 95       |
| Ebből veszélyes támadás      | Ebből veszélyes támadás    | 94 (83%) | 61 (64%) |
| Lövés                        |                            |          |          |
| Lövések száma összesen       | 9                          | 3        |          |
| Ebből kaput nem talált lövés | 5 (56%)                    | 3 (100%) |          |
| Ebből kaput eltalált lövés   | 4 (44%)                    | 0 (0%)   |          |
| Kaput eltalált lövésből gól  | 0 (0%)                     | 0 (0%)   |          |
| Kapus védés                  | Kapus védés                | 0        | 4        |
| Szöglet                      | Szöglet                    | 5        | 7        |
| Les                          | Les                        | 3        | 3        |
| Elkövetett szabálytalanság   | Elkövetett szabálytalanság | 17       | 8        |
| Szabadrúgás                  | Szabadrúgás                | 13       | 23       |
| Sárga lap                    | Sárga lap                  | 4        | 1        |
| Piros lap                    | Piros lap                  | 0        | 0        |

### Visszavágó
A visszavágó mérkőzés játékvezetője a észak-macedón Alekszandar Sztavrev volt, aki 2006 óta tagja a FIFA játékvezető-keretének. Fújta a sípot többek között a 2010-es és 2014-es világbajnokságon, a 2008-as és 2016-os Európa-bajnokságon, valamint nemzetközi kupamérkőzéseken is (UEFA-bajnokok ligája és Európa-liga). Érdekesség, hogy szintén ő vezette 2010. szeptember 16-án a DVSC 2010-es Európa-liga csoportkörös szereplésének FK Metaliszt Harkiv elleni összecsapását (0–5), tehát a debreceniek számára nem ismeretlen a személye.
A DVSC kezdőcsapata nem változott az egy héttel ezelőtti, bécsi meccshez képest, Ferenczi János továbbra is sérült. A Rapidnál annyit változott a kezdőcsapat az első összecsapáshoz képest, hogy Nicolas Kühn helyett Moritz Oswald került be.
Mérkőzés előtti nyilatkozatok:
Büszke vagyok, hogy ilyen nagy múltú klub ellen lépünk pályára. Az is fantasztikus, hogy arról álmodhatunk, a Fiorentina ellen játszhatunk a Konferencialiga-főtáblára jutásért. Nehéz meccsre számítok, az osztrák csapat az első meccsen is kilencven percig próbált nyomás alatt tartani minket, most sem lesz ez másként. Továbbra is azt gondolom, ellenfelünk esélyesebb a továbbjutásra, de szeretnénk megragadni az esélyt. Elemeztük a párharc első meccsét, minden apróság fontos és döntő lehet. Nincs kétségem afelől, hogy motiváltak leszünk, de nem szeretném, ha nyomást érezne magán a csapat.
A párharc első mérkőzésén láthattuk, hogy a Debrecen nem csupán egységes csapat, hanem kifejezetten jól, támadó szellemben futballozik. A bajnokság legutóbbi fordulójában vasárnap kikaptunk hazai pályán a Hartbergtől, nyilván más eredményt reméltünk, de ettől még nem omlottunk össze: magyar riválisunkat legyőzve ott akarunk lenni az Ekl-selejtező következő fordulójában.
Nagyon fontos mérkőzés ez a csapat életében, hiszen jelentős eredmény lenne számunkra, ha az Európa-konferencialiga-csoportkörbe jutásért játszhatnánk az olasz Fiorentina ellen. Sokan lesznek a Nagyerdei stadionban, olyan hangulatban futballozhatunk majd, amilyen ritkán adatik meg Magyarországon. Igazi ünnep lesz telt ház előtt játszani, s a közönség átsegíthet minket a mérkőzés esetleges holtpontjain. Továbbra is azt tartom, hogy a Rapid nagyszerű csapat, az osztrák együttes az esélyesebb a továbbjutásra, de a szurkolótáborunk támogatása kiegyenlítheti a két csapat közti különbséget. Természetesen szeretnénk továbbjutni, ami óriási siker lenne számunkra.
| 2023. augusztus 17., csütörtök 21:00 (102. nemzetközi kupamérkőzés) |

| Debreceni VSC             | 0 – 5               | SK Rapid Wien |
| ------------------------- | ------------------- | --- |
| Dominguès 54' Lagator 67' | (0 – 2) Jegyzőkönyv | 15' Seidl 43' (öngól) Romancsuk 51' Grüll 72' Burgstaller 90' Bajic 25' Seidl 30' Querfeld 31' Auer 34' Sattlberger 47' Cvetkovics |

| Nagyerdei stadion, Debrecen Nézőszám: 16.572 Játékvezető: Alekszandar Sztavrev (észak-macedón) |

| Debrecen | Rapid Wien |

Mérkőzés utáni nyilatkozatok:
Nagyon-nagyon nehéz este ez nekünk. Amit ebből a meccsből tanultunk, azt elvisszük magunkkal, de ez nem vigasz. Szeretném megköszönni ezt az elképesztő szurkolói támogatást, nagyon sokat jelentett, ugyanakkor szeretnék elnézést is kérni, mert erre senki sem számíthatott. Folytatnunk kell, nincs más választásunk. Messziről indultunk tavaly, hogy egyáltalán eljussunk idáig, felkészültünk, de nem számítottam egy ilyen mértékű vereségre... Fejlődnünk kell, meg kell tanulnunk nyomás alatt játszani, megbüntetni az ellenfél hibáit, és így tovább.
Kiváló teljesítményt nyújtottunk az elsőtől az utolsó percig. Nagyon hatékonyak voltunk az ellenfél kapuja előtt, koncentráltan játszottunk, agilisak voltunk. Néha túl gyorsan próbálkoztunk, lehettünk volna nyugodtabbak is. Szerencsésnek mondhatom magam, büszke vagyok a csapatomra, mert nem mindennapi, hogy egy ilyen jó együttes ellen ilyen remek teljesítménnyel rukkoljunk ki.
Nem tudom, hogy ekkora különbség volt-e a két csapat között, de az biztos, hogy volt különbség, egyértelműen nem a mi javunkra. Megérdemelten nyertek. Szerintem a labdakihozatalaink nem voltak olyanok, mint kint, a második labdákat rendre ők szedték fel, és nagyon veszélyes kontrákat tudtak ezekből vezetni. Főleg a mi térfelünkön folyt így a játék, mert sok labdaeladás volt, abból megindultak, és sok helyzetet tudtak kialakítani.
Asszisztensek:

 Dejan Kosztadinov (észak-macedón) (partvonal)

 Kustrim Lika (észak-macedón) (partvonal)

Negyedik játékvezető:

 Jovan Kacsevszki (észak-macedón)

#### Statisztika
Forrás:
| Statisztika                  | Statisztika                | Debrecen | Rapid    |
| ---------------------------- | -------------------------- | -------- | -------- |
| Labdabirtoklás               | Labdabirtoklás             | 52%      | 48%      |
| Összes támadás               | Összes támadás             | 110      | 89       |
| Ebből veszélyes támadás      | Ebből veszélyes támadás    | 66 (60%) | 49 (55%) |
| Lövés                        |                            |          |          |
| Lövések száma összesen       | 4                          | 5        |          |
| Ebből kaput nem talált lövés | 3 (75%)                    | 1 (20%)  |          |
| Ebből kaput eltalált lövés   | 1 (25%)                    | 4 (80%)  |          |
| Kaput eltalált lövésből gól  | 0 (0%)                     | 5 (100%) |          |
| Kapus védés                  | Kapus védés                | 0        | 1        |
| Szöglet                      | Szöglet                    | 2        | 2        |
| Les                          | Les                        | 3        | 3        |
| Elkövetett szabálytalanság   | Elkövetett szabálytalanság | 10       | 11       |
| Szabadrúgás                  | Szabadrúgás                | 22       | 14       |
| Sárga lap                    | Sárga lap                  | 2        | 5        |
| Piros lap                    | Piros lap                  | 0        | 0        |

Továbbjutott a Rapid Wien, 5-0 arányú összesítéssel.

## UEFA csapat koefficiens
Aktualizálva: 2023. augusztus 17.

### 2023–24-es szezon
Forrás: UEFA
| Csapat        | SGY | SD | SV | GY | D | V | Bónusz | Pont  |
| ------------- | --- | -- | -- | -- | - | - | ------ | ----- |
| Debreceni VSC | 1   | 1  | 2  | 0  | 0 | 0 | 0,000  | 1,500 |